# Tegez
A tegez nyílvesszők hordozható tokja. Az íjat eleinte feltételezhetően vadászatra használták, és azután vált fegyverré a csatákban mint az első lőfegyver, fokozatosan felváltva a hajítólándzsát. A korai tegezek alapvetően bőrből, vászonból vagy fából készültek, amelyeket teljesen zárhatóra készítettek, hogy a benne lévő nyilak és íjakat megóvják az időjárás viszontagságaitól. Az íjtegezt vagy puzdrát az íjjal vadászó íjászok használták a könnyebb lövés érdekében. Az ókori civilizációk -  görögök, perzsák, pártusok, szkíták, hunok, indiaiak, kínaiak - hadseregeiben egyaránt fontos volt az íjászok szerepe. A nyilakat tartó tegez 70–75 cm volt, ebben hegyükkel lefelé voltak a nyilak. A vadászok, majd később a harcosok az övükön hordták az állandóan készenlétben tartott íjat tartó tegezt is, amelyben a felajzott íjat tartották. A íjtegezben óvott, hidegtől és nedvességtől féltett felajzott íjat a tegezbe csúsztatták, ami kezdetben az íj formáját és méretét követő, arra szabott, szőrével kifelé fordítottan varrt bőrtok volt. Az íjászok mindkét tegezt az övre akasztva hordták.

## Felépítése
A honfoglalás idejében a bőrből készült tegez volt elterjedt, de készült vászonból és egyéb anyagból is.

## Készítése
A tegez készítéséhez feltétlenül kemény bőr kell.
Ugyanis a puha bőrt a vesszők átszúrják.
A tegez készítéséhez elég egy bőrlap, amit összetűzünk, szegecselünk, varrunk.
A tegez aljára is kell rakni bőrt.
A tegez nyakára lehet fület is rakni, amire a vessző toll és nock része kerül.
Ezek elkészítése után díszíthetjük további bőrrel, hímzéssel.

## A modern íjászatban használt tegezek típusai
- Vadásztegez: A vadásztegeznek kicsinek kell lennie, hogy a vesszők ne mozogjanak benne, ugyanis az erős zajjal jár. Nem zavarhatja az íjászt a járásban, és könnyen használhatónak kell lennie.
- Harci tegez: Fontos, hogy ne üsse az íjász lábát a tegez, ezért nem lehet hosszú a felfüggesztés. Mint a vadásztegeznél, itt is könnyen elővehetőnek, használhatónak kell lennie.
- Versenytegez: Könnyű, egyszerű, kicsi, készülhet műbőrből, vászonból, valódi bőrből. Elégséges egy felfüggesztés a könnyű elérés érdekében.

## Képgaléria

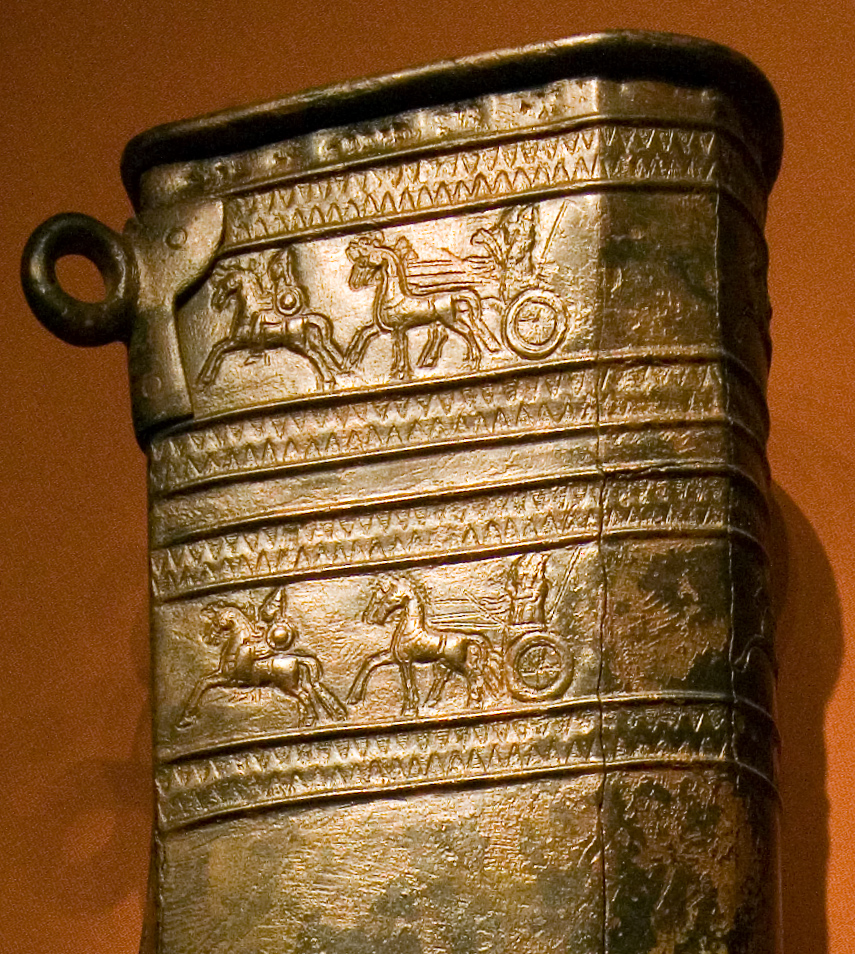
II. Szarduri tegeze
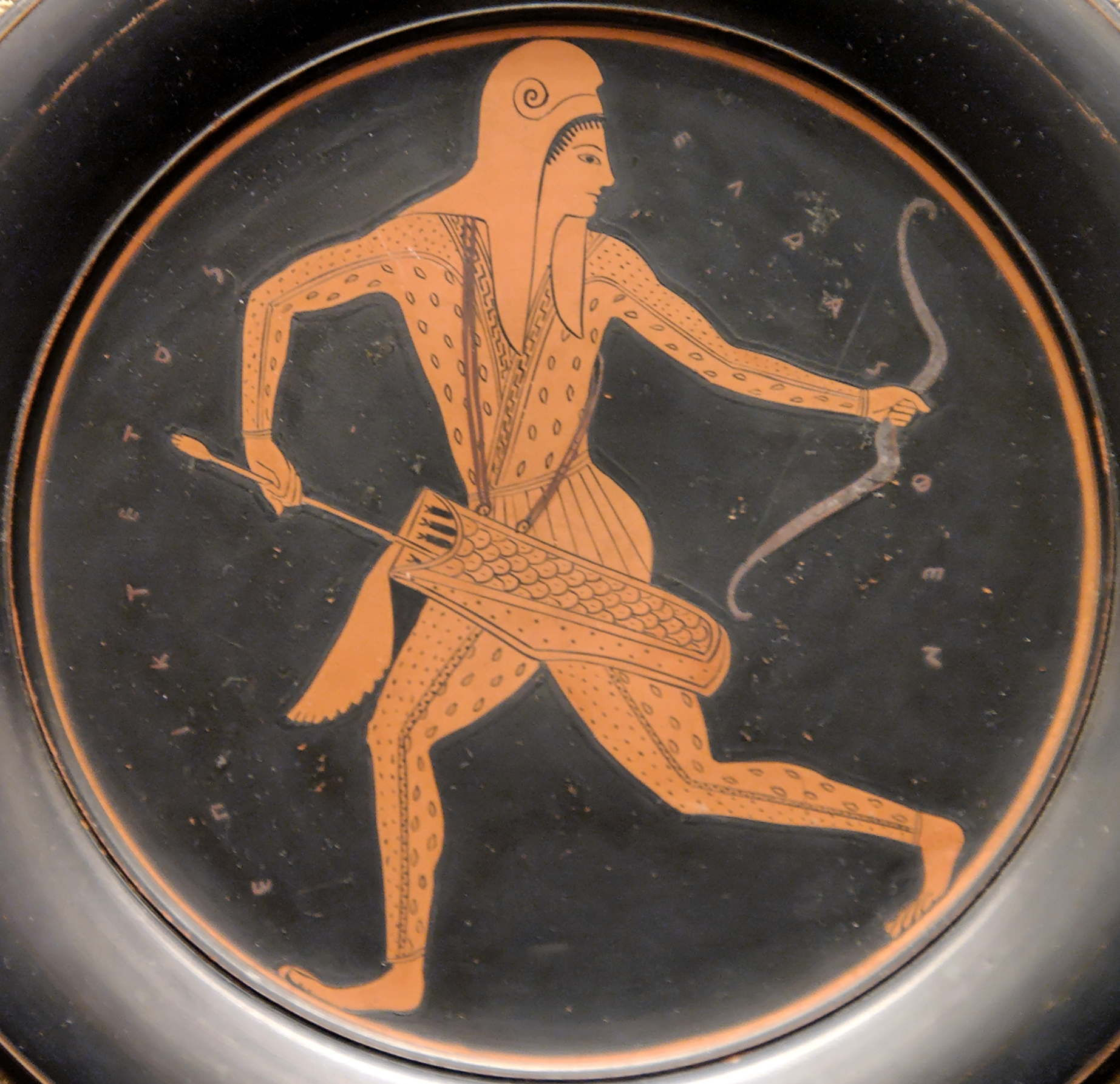
Szkíta harcos rajza egy görög vázán, az övén nyilakat tartó tegezt visel
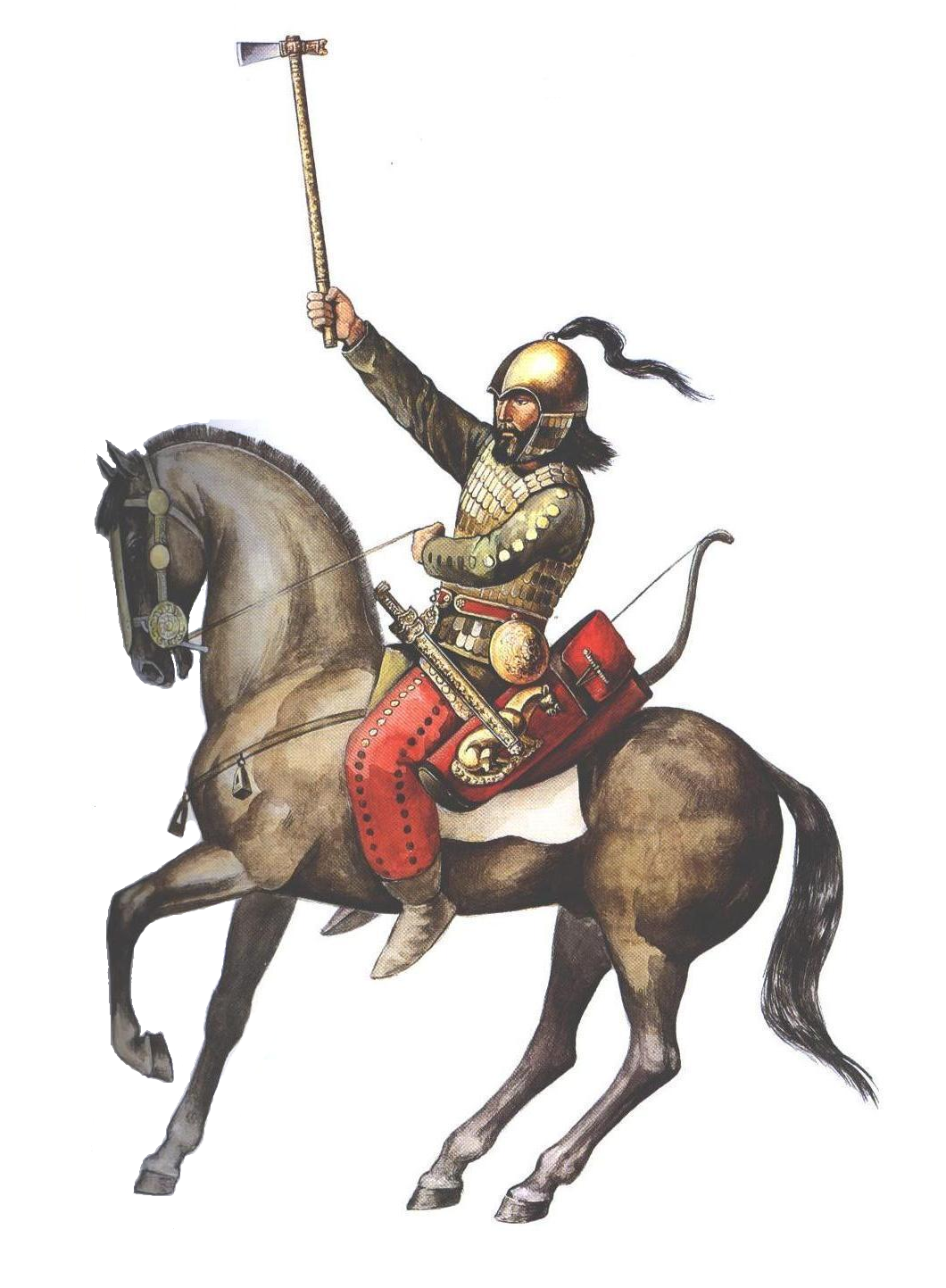
Szkíta lovasíjász, oldalán íjtegezzel
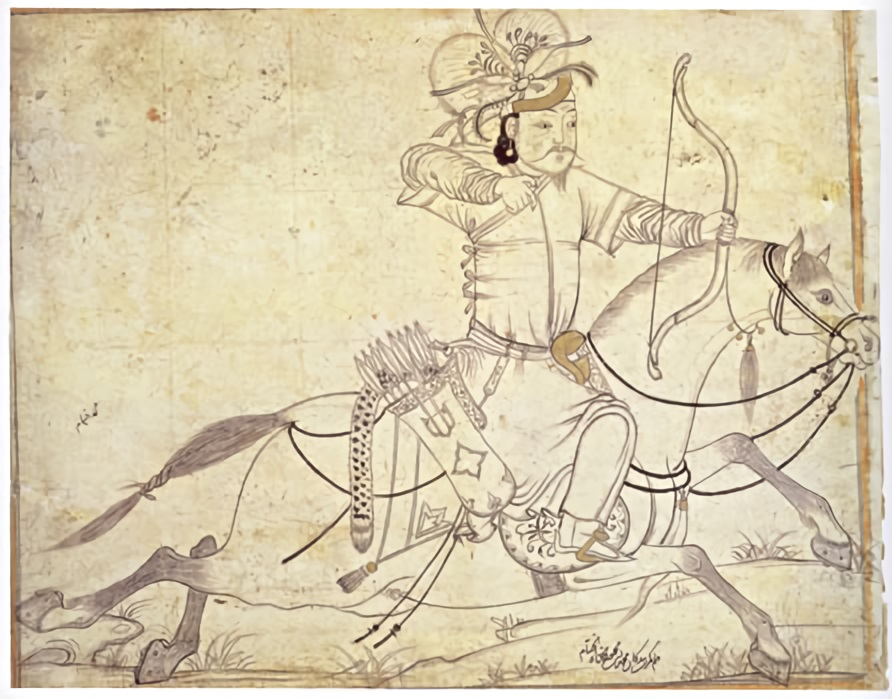
Mongol lovasíjász övéről lelógó tegezzel lövés közben ábrázolva (13. század)
Benyovszky István: Honfoglaló lovas, 1930. Móra Ferenc Múzeum, Szeged. Magyar lovasíjász íjjal, tegezzel, fokossal és karddal felvegyverezve

## Lásd még
- Gorütosz

## Külső hivatkozások
- Lovasíjász Akadémia
- Magyar Íjász Szövetség